# Jetsmark Idrætscenter
Jetsmark Idrætscenter er et idrætskompleks i Pandrup.
Det omfatter et fodboldstadion, 8 udendørs fodboldbaner, kunststofbane, 2 idrætshaller, svømmehal, fitnesscenter, 2 tennisbaner, springcenter, Café Norma og vandrerhjem med 12 værelser – alle med eget bad og toilet, samt 2 tilhørende opholdsrum. 
Centret er hjemsted for Svømmeklubben JET, Jetsmark Badmintonklub, Pandrup Familie og Firmaidræt, Hjemmeværnet, Pandrup Skytteforening, Jetsmark Tennisklub, Jetsmark Håndboldklub, samt PGU Pandrup, som er en paraply forening for PGU Runners, PGU Walkers, PGU Gymnastik, PGU Senior og PGU Fitness. 

## Fodboldstadion
Fodboldstadion har en tilskuerkapacitet på 6.000. Banestørrelsen er på 105 x 70 m. Tilskuerrekorden blev sat i efteråret 2009, da Blokhus FC tabte til superligaklubben Brøndby IF i pokalturneringen.